# غلستان (استر أباد)
غلستان (بالفارسية: گلستان) هي قرية تقع في إيران في قسم استر أباد الریفي. يقدر عدد سكانها بـ 2,153 نسمة .